# Terri Schuester
Terri Schuester es un personaje de ficción de la serie de comedia estadounidense Glee. El personaje es interpretado por la actriz Jessalyn Gilsig, y ha aparecido en Glee desde su episodio piloto, que se estrenó el 19 de mayo de 2009 en Estados Unidos. Terri fue desarrollada por los creadores de Glee Ryan Murphy, Brad Falchuk e Ian Brennan. Ella es la esposa del director del Glee Club, llamado New Directions, Will Schuester (Matthew Morrison). Durante el transcurso de la serie se ha visto su falso embarazo; su intento por tratar de adoptar al bebé de Quinn Fabray (Dianna Agron), una miembro del Glee Club; y su participación en un triángulo amoroso entre Will y la consejera de orientación de la secundaria, Emma Pillsbury (Jayma Mays). Sue Sylvester (Jane Lynch) se refiere a ella como "Tejón de miel".
Gilsig ha explicado que Terri se siente amenazada por la participación de su esposo en New Directions. Está preocupada de que él se aleje de ella, y afirma que no se detendrá ante nada para poder mantener su matrimonio. Por otro lado, desconoce la duración de la participación de Terri en la serie, ya que el personaje fue creado inicialmente como un simple obstáculo entre Will y Emma.
Terri no ha sido bien recibida por los críticos. El periodista de The Chicago Tribune, Maureen Ryan la ha llamado “lo peor de Glee'” y el “error más grande” del show. Sin embargo, Gerrick Kennedy de Los Angeles Times, ha elogiado la actuación de Gilsig, y afirmó que su odio hacia el personaje se disipó una vez que su embarazo falso fue expuesto. 

## Trama
Terri es la esposa del director del Glee Club, llamado New Directions, Will Schuester (Matthew Morrison). Creyendo que está embarazada, Terri presiona a Will a dejar su trabajo como profesor de español en la secundaria William McKinley, a fin de tener un trabajo mejor remunerado como contador. Más tarde descubre que en realidad era un embarazo histérico, sin embargo lo oculta de Will, por miedo a que la abandone. Más tarde le confiesa su engaño a su hermana Kendra (Jennifer Aspen), y Terri decide acercarse a una estudiante embarazada, la porrista Quinn Fabray (Dianna Agron), interesada en su futuro bebé. Sin conocimientos, Terri, brevemente, se convierte en la enfermera de la secundaria para así mantener un mejor control sobre Will, pensando que tiene una relación amorosa junto a la consejera de orientación, Emma Pillsbury (Jayma Mays). Sin embargo, es despedida por el director Figgins (Iqbal Theba), porque entregaba a los miembros del Glee Club tabletas de pseudoefedrina. Terri y Kendra le piden a su ginecólogo de convencer a Will de que el bebé es real. En el episodio «Mattress», Will descubre el engaño de Terri cuando encuentra su ‘cojín para embarazo’ en un cajón. Enfadado se enfrenta a ella, y luego se va, pero sigue sin decidirse sobre si poner fin a su matrimonio. Terri comienza a asistir a terapia, pero Will le cuenta que él ya no la ama y que la está dejando. Más tarde, en «Hell-o» Terri advierte a Emma que no le entregará a Will sin luchar, y le revela que la canción que Will planeaba bailar con Emma también es la canción que Terri y Will bailaron en su fiesta de graduación. A pesar de este intento de sabotaje, Terri y Will concretan su divorcio; más tarde Finn Hudson (Cory Monteith), un miembro del Glee Club, consigue empleo en Sheet-N-Things, donde Terri trabaja. Terri se da cuenta de que Finn le recuerda a Will cuando era joven, y se hace amiga de él.
Al inicio de la segunda temporada, Terri todavía quiere a su ex-marido de regreso. Durante el episodio Britney/Brittany, Will compra un nuevo Corvette y asiste a clases de conducir junto a Emma. Sin embargo, Terri interrumpe las lecciones, discute con Will y le pide que devuelva el vehículo a la concesionaria y así dejar de desperdiciar sus ahorros. 
 En "The substitute", Will está enfermo y Terri decide cuidarlo. Tienen sexo, sin embargo al día siguiente ve a la sustituta de Will, Holly Holliday (Gwyneth Paltrow) en su apartamento bebiendo una cerveza junto a él. Terri tiene celos y hace varios comentarios sarcásticos a Holly. Incluso después de que Terri se disculpa, Will le dice que la relación ha terminado. En el episodio «A Night of Neglect», Sue Sylvester recluta a Terri para su Liga del Caos, un nuevo grupo en el que Sue espera evitar que el Glee Club participe en las Nacionales. En «Funeral», Terri logra sabotear los planes de New Directions, pero decide arreglar los daños y le dice a Will que ha sido promovida a gerente de Sheet-N-Things en Miami.

## Desarrollo

### Casting y creación
Terri Schuester es interpretada por la actriz Jessalyn Gilsig. Antes de su casting en Glee, Gilsig era una actriz establecida en la televisión y cine, pero tenía poca experiencia teatral. En el casting de Glee, Ryan Murphy, el creador de la serie, necesitaba actores con conocimiento en la carrera teatral. Originalmente, Gilsig fue contratada para trabajar durante las dos primeras temporadas de Glee. Sin embargo, Gilsig fue un personaje recurrente de la serie durante la  tercera temporada, estrenada en septiembre de 2011.
En una entrevista con TheTvChick, se le preguntó que le atrajo del papel de Terri. Gilsig, respondió: "Bueno, en primer lugar Ryan Murphy, porque había trabajo con él en Nip/Tuck, y esa fue una de las mejores experiencias que he tenido durante mi carrera. Realmente te desafía como actor, y realmente pone mucha fe en uno y en sus capacidades. Así que en primer lugar: yo estaba emocionada, me encantaría trabajar con Ryan. Y para mí, hacer una comedia es algo que siempre he deseado."

### Caracterización
Sobre la relación entre Will y Emma, Gilsig considera a Terri como ‘una mujer de convicción’, dispuesta a hacer ‘lo que sea necesario’, para mantener a Will junto a ella. Explicó que la comunicación entre Will y Terri es terrible, y comentó que Terri se siente amenazada por el compromiso de Will con el Glee Club, pensando que la puede dejar. Emocionalmente, Gilsig caracteriza a Terri como si estuviera en la secundaria y explicó:
"creo que Terri aún vive en ese mundo, donde uno puede ‘mover las piezas, crear una imagen y que ésta sea real’. En realidad, carece de confianza al expresar sus temores." Sobre la relación de Terri con su hermana Kendra, Gilsig comentó: "Cuando Kendra le pide a Terri hacer algo, Terri lo hace. Lo del embarazo falso fue una idea de Kendra, y Terri confía en ella implícitamente."
Sobre el enfrentamiento entre Terri y Will en el episodio «Mattress», Gilsig lo define como ‘El juicio’. Ella lo describió triste, y explicó: "Espero que se pueda ver a la niña dentro de Terri. Se nota el miedo." Gilsig comentó que los espectadores se han preguntado por qué Will tarda tanto tiempo en descubrir la mentira: "Supongo que la gente se ha estado preguntando ‘¿Qué tan lento es este tipo?’." Gilsig también ha analizado el desarrollo de la relación de Terri junto a Will:

Hay dos facetas para todos. Entonces, las instrucciones de Ryan para Matthew y yo eran encontrar el corazón de esta relación. Si le preguntas a alguien sobre el comienzo de una relación, siempre la respuesta será sentimental. El problema de Terri es que sigue tratando de volver a ese momento de la secundaria, donde todo era mágico. Ella quiere volver a vivir esos momentos.
Jessalyn Gilsig, Los Angeles Times

En general, mientras la reacción de los seguidores puede haber resultado un flashback, Gilsig espera que «Mattress» sea el episodio en el cual ‘los seguidores anti-Terri se unan al equipo de Terri’. Al preguntarle, como se sentía sobre el hecho que Terri sea un personaje ‘amor al odio’, Gilsig respondió: "Siempre y cuando tú ames odiarla. Eso está bien. Sería un programa diferente si no hubiese personajes como Terri o Sue Sylvester (Jane Lynch), de lo contrario estarías en Disneyland. Sería el lugar más feliz del mundo." Gilsig no sabe cuanto tiempo estará el personaje en la serie, y explicó: "Terri fue creado para ser un obstáculo entre Emma y Will. Necesitaban un obstáculo, de otra manera no habría un programa. Lo que ha sido divertido, es que se las ha arreglado para surgir como un personaje con sus propias complejidades."

## Críticas
Las críticas sobre el personaje han sido generalmente negativas, mientras que la interpretación de Gilsig como Terri ha sido aclamada. Robert A. George del New York Post, ha escrito que Glee tiene: "el conjunto de personajes femeninos más desagradable de cualquier programa", y consideró a Terri la culpable. George apodó al embarazo falso de Terri como un ‘acto fallido’. Brian Lowry de Variety  comentó: "Quizás para fomentar un interés de raíz (o al menos simpatía) para una pareja Will-Emma, [Terri] (Jessalyn Gilsig) es presentada inicialmente como una arpía." Maureen Ryan de Chicago Tribune ha llamado a Terri “lo peor de Glee”, y opinó: "Como está escrito por Murphy e interpretada por Gilsig, el personaje es “chillón, aburrido y desagradable”. Más tarde, Ryan consideró que Terri era “un gran defecto en Glee”, comentando que: "se las arregla para drenar toda la diversión de Glee cada vez que aparece. No sólo es de carácter agudo e intensamente molesto, pero ella hace que te preguntes si Will sufre. ¿Qué otra explicación puede haber para esta arpía materialista?".
Luego del episodio «Showmance» Robert Bianco de USA Today señaló: "La egocéntrica Jessalyn Gilsig y la ridícula Terri sólo deben partir, y punto" Shawna Malcom de Los Angeles Times consideró a Terri como “más allá de lo molestoso” durante el episodio «Acafellas», pero escribió: "Tengo confianza en que el creador, Ryan Murphy, profundizará en su carácter con el tiempo. Su disculpa, aparentemente sincera, hacia Will fue un buen primer paso." Eric Goldman de IGN comentó después del episodio «Preggers»: "Hasta ahora, Terri ha sido un personaje increíblemente desagradable. Por otro lado, su carácter diabólico la empuja a realizar acciones divertidas." Ken Tucker de Entertainment Weekly, señaló sobre el episodio «Throwdown» lo siguiente: "la subtrama de un embarazo está arrastrando negativamente el programa, y esta noche esa subtrama casi muestra un excelente episodio de una manera negativa. El embarazo falso de Terri y el real de Quinn son una manera interesante de introducir algo de realismo y tensión en una comedia surrealista. Sin embargo ahora veo Glee y siento pena por Jessalyn Gilsig."
Gerrick Kennedy, en una reseña de «Mattress» para Los Angeles Times, señaló que en reseñas anteriores: "nunca había sido tímido de su desprecio hacia la Sra. Schuester". La llamó "manipuladora, cruel y estridente", y agregó que: "este accidente de un embarazo falso añadió "más leña al fuego", convirtiéndose en un infierno de odio hacia Terri." También señaló: "la excelente actuación de Gilsig no está haciendo exactamente algo para extinguir las llamas, aunque llevó mi atención al margen." Kennedy elogió la escena del enfrentamiento, y escribió que fue "devastador" verlo y que su odio por Terri "desapareció" una vez que la mentira terminó. Kennedy describió:

La compadezco. La vi por lo que era: desesperada, derrotada, pero de algún modo desafiante. El Glee Club estaba arruinando su matrimonio, alejando a Will y haciéndolo feliz. Por supuesto, la tensión entre Will y Emma no tuvo nada que ver con eso, porque Terri es, sin duda, suficientemente vanidosa como para saber que es un knockout. Pero ella es lo suficientemente inteligente como para saber que no era suficiente para mantener a Will interesado. Después de escucharla decir que el matrimonio funcionó, fue potente y desgarrador ver a Will salir por la puerta. Como Emma dijo dulcemente, Will es un “mucho que perder”. Uno no puede culpar a Terri por luchar diente, uña y vientre por él.
Gerrick Kennedy, Los Angeles Times